# Seminario de Nobles de Madrid
El Seminario de Nobles fue un edificio, actualmente desaparecido, de la ciudad española de Madrid. Estaba situado junto a la calle de la Princesa. 

## Historia

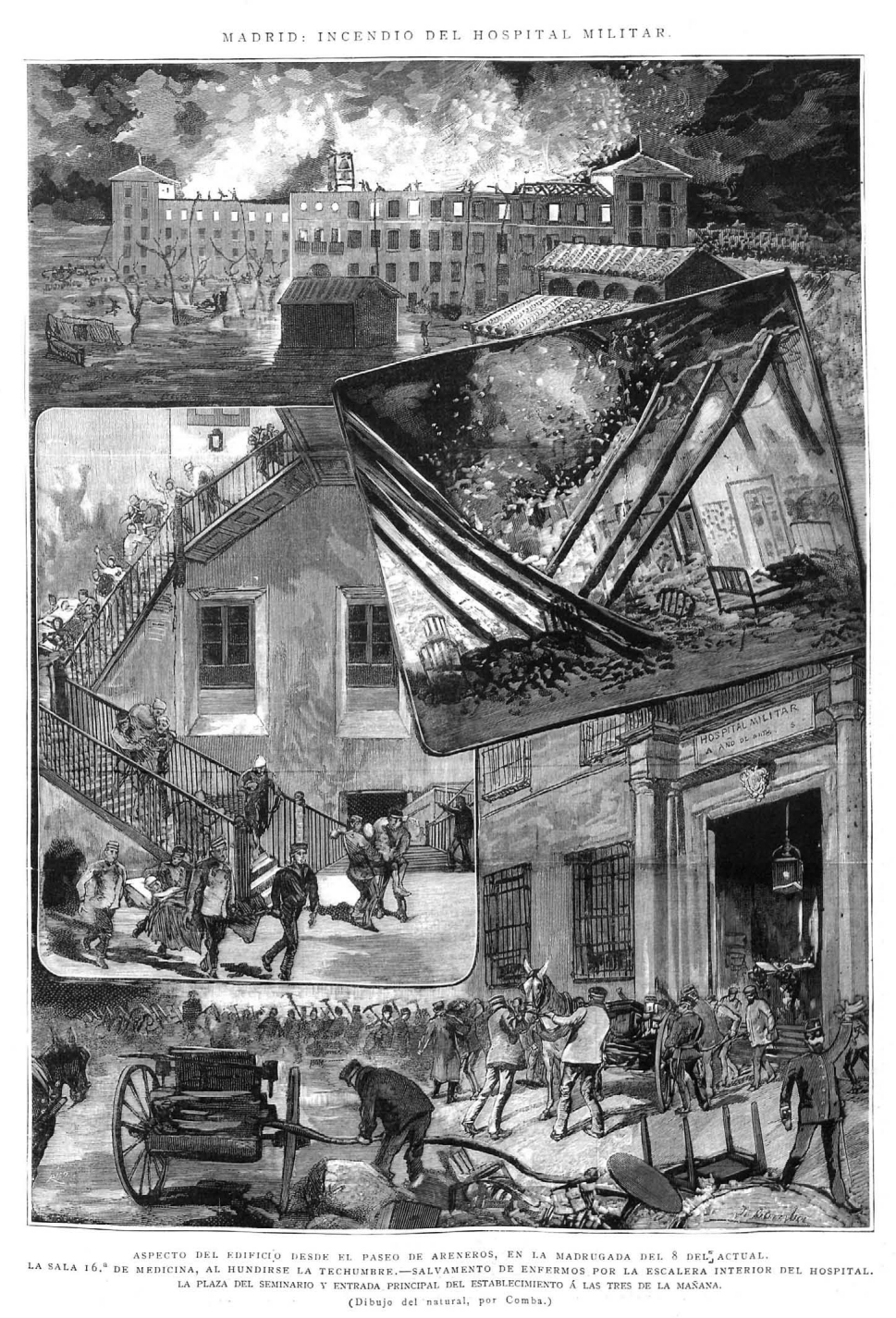
Grabado en La Ilustración Española y Americana (dibujo de Juan Comba) del incendio de 1889

El edificio, en cuya construcción habría estado involucrado Pedro de Ribera, inicialmente fue ocupado por el Seminario de Nobles de Madrid, institución fundada en 1725 y vinculada al Colegio Imperial, donde se educaban los jóvenes de las familias pertenecientes a la nobleza, además de militares.
De 1790 a 1800, la situación económica del Seminario siguió deteriorándose debido a la devaluación de las fuentes de ingresos que se le asignaban. En 1808, tras la invasión napoleónica, los soldados españoles se instalaron en el edificio para organizar la defensa, y hubo que suspender las clases. En 1809, un decreto de José Bonaparte lo transformó en hospital militar. El edificio también fue usado como cárcel y en sus paredes estuvo encerrado el general Riego antes de ser ejecutado el 7 de noviembre de 1823. 
En 1836, con la abolición de los privilegios de la nobleza, el Seminario cerró definitivamente sus puertas, y el edificio se utilizó para albergar la Universidad de Alcalá durante su traslado a Madrid, antes de encontrar una cesión como hospital militar —inaugurado en 1841 y en el que se reunieron diversos hospitales destinados a tal fin que existían previamente en la ciudad—. En sus dependencias el hospital contaba con un laboratorio químico y con el Museo Anatomopatológico. Un incendio lo destruyó por completo entre el 5 y el 8 de febrero de 1889.